# Наянтік (Коннектикут)
Наянтік (англ. Niantic) — переписна місцевість (CDP) в США, в окрузі Нью-Лондон штату Коннектикут. Населення — 3194 особи (2020).

## Географія
Наянтік розташований за координатами 41°17′59″ пн. ш. 72°12′16″ зх. д. / 41.29972° пн. ш. 72.20444° зх. д. (41.299751, -72.204488).  За даними Бюро перепису населення США в 2010 році переписна місцевість мала площу 9,17 км², з яких 3,86 км² — суходіл та 5,31 км² — водойми.

## Демографія
Згідно з переписом 2010 року, у переписній місцевості мешкало 3114 осіб у 1499 домогосподарствах у складі 812 родин. Густота населення становила 339 осіб/км².  Було 1857 помешкань (202/км²).
Расовий склад населення:
| - 94,8 % — білих - 1,8 % — азіатів - 1,2 % — чорних або афроамериканців - 0,5 % — корінних американців |

До двох чи більше рас належало 1,3 %. Частка іспаномовних становила 2,2 % від усіх жителів.
За віковим діапазоном населення розподілялося таким чином: 16,2 % — особи молодші 18 років, 60,6 % — особи у віці 18—64 років, 23,2 % — особи у віці 65 років та старші. Медіана віку мешканця становила 49,5 року. На 100 осіб жіночої статі у переписній місцевості припадало 85,5 чоловіків;  на 100 жінок у віці від 18 років та старших — 82,6 чоловіків також старших 18 років.
Середній дохід на одне домашнє господарство  становив 98 620 доларів США (медіана — 71 193), а середній дохід на одну сім'ю — 116 558 доларів (медіана — 90 139). Медіана доходів становила 52 330 доларів для чоловіків та 70 563 долари для жінок. За межею бідності перебувало 7,8 % осіб, у тому числі 12,8 % дітей у віці до 18 років та 2,1 % осіб у віці 65 років та старших.
Цивільне працевлаштоване населення становило 1597 осіб. Основні галузі зайнятості: освіта, охорона здоров'я та соціальна допомога — 21,7 %, роздрібна торгівля — 16,7 %, науковці, спеціалісти, менеджери — 10,2 %, транспорт — 9,1 %.